# 유연 (나라)
유연(중국어: 柔然, 병음: Róurán)은 4세기 말부터 6세기 말까지 동아시아 북쪽의 넓은 지역을 통치하던 튀르크-몽골 국가로 추정된다. 언어학적으로는 몇몇 튀르크어가 기록으로 보이나 그 외 기록이 매우 적어 정확한 실상은 알 수 없다. 5세기부터 6세기에 걸쳐 존재하던 국가의 이름을 한자로 차음(借音)한 것이다. 연연(蠕蠕), 여여(茹茹), 예예(芮芮) 등으로도 표기된다. 몽골 고원부터 천산산맥 근처의 철륵(카자흐족, 키르기스족)까지 영향력이 닿았다. 이후 튀르크 국가에 의해 멸망하였다.
유연의 잔재는 타타르로 이어졌고, 다른 이들은 서쪽으로 이주하여 6세기에 판노니아(현대 헝가리 중심)에 정착한 아바르족(바르코니트족 또는 유사아바르족 등의 이름으로 알려짐)을 형성한 것으로 추정된다. 이 아바르족들은 괵튀르크족에 의해 동로마 제국으로 쫓겨들어갔으며, 이들은 아바르족을 노예 또는 봉속 민족이라고 부르며 동로마인들에게 그들을 추방할 것을 요구했다. 이러한 유연-아바르족의 관계는 여전히 논란의 여지가 있는 이론으로 남아 있지만, 최근 DNA 연구에 따르면 아바르족의 유전적 기원은 몽골 평원에서 기원한 것으로 확인되었다. 다른 이론들은 대신 아바르족의 기원을 우아르족과 같은 민족과 연결시킨다.

## 명칭
유연은 『위서(魏書)』엔 유유(蠕蠕), 『송서(宋書)』, 『남제서(南齊書)』, 『양서(梁書)』에는 예예(芮芮), 『북제서(北齊書)』, 『주서(周書)』, 『수서(隋書)』에는 여여(茹茹), 『진서(晉書)』에는 유유(蝚蠕)라고 표기되어 있다. 또한 『송서』에는 대단(大檀), 단단(檀檀, 大檀可汗의 이름)으로 표기되어 있다. 전대흔(錢大昕)은 이름이 다른 것은 음역할 때 사용한 글자가 달랐기 때문이라고 보았다.
유연의 시조 목골려(木骨閭)의 아들 거록회(車鹿會)는 부락을 이끌면서 자신을 “柔然”이라고 칭하였으며, 이것이 부족 명칭이 되었다. 유연 명칭의 내력에는 여러 주장이 있다. 일부 학자는 몽골어 “сэцэн”(Tsetsen 혹은 Ssetsen, 현명하다, 총명하다는 뜻)에서 나왔다고 하며, 일부는 몽골어 “цааз”(ju'sun, 예의, 법칙이라는 뜻)에서 나왔다고 한다. 또한 일부는 알타이어로 ‘이국인’ 혹은 ‘쑥’이라는 단어에서 나왔다고 한다.
중국학자 풍가승(馮家升)은 大檀과 檀檀은 인명이라고 보았다. 그는 운강석굴(雲岡石窟) ‘여여조상제기(茹茹造像題記)’에 “대여여국(大茹茹國)”이라는 글자를 두고 茹茹가 바로 국명이며, 『북제서』 이후 사서들이 모두 “茹茹”라고 한 것도 茹茹가 북위 이후 여여인(茹茹人)들이 스스로 선택한 명칭이었기 때문이라고 본다. 그러나 주위주(周偉洲)는 북위 후기 유연은 모욕적인 호칭인 유유(蠕蠕)를 안 쓰기 위하여 음이 같은 “茹茹”로 자기 이름을 삼았다고 한다.
주건기(周建奇)는 “柔然”이 연연산(燕然山, 몽골의 항가이산)과 관련있다고 본다. 즉 항가이산이 몽골어로 Хангай Нуруу(Н)라고 하는데 이중 ‘산맥’을 뜻하는 Нуруу(Н)에 대응하는 음이 “柔然”이라는 것이다. 중고몽골어에는 Нуруу(Н)이 niri'un~niru'un에 해당하는데, 발음이 “柔然”, “蠕蠕”, “蝚蠕” 등과 가깝다. 燕然은 흉노인이 지은 이름이나 柔然은 유연인(柔然人)이 직접 지은 이름이며 산의 이름을 따 족명(族名)을 지은 것이지만 또한 “의를 취하고 호를 좋아하다(取義嘉好)”는 뜻이다.

## 역사
유연(柔然)은 서기 5~6세기에 북방에 존재했던 유목 민족 국가로 유연의 시조는 목골려(木骨閭)로 불려 그 왕족은 욱구려씨(郁久閭氏)라고 불렀다. 3세기 경에는 선비 국가에 존재했던 것으로 추정되지만 모용선비가 화북 지역으로 이동하여 화북을 정복한 이후, 유연은 동북아시아에서 세력을 확대해, 5세기 초 사륜(社崙)의 시대에 고차(高車)를 복속시켜 타림분지 일대를 지배하면서, 선비족의 북위와 대립했다. 또 사륜은 '가한(可汗)'의 칭호를 사용했다. 사륜은 북위의 군대에 패주하던 도중에 사망했다.
북위와의 대립이 깊어진 유연은 고구려와 동맹을 하여 북위를 포위망에 넣었다. 하나라, 북량은 북위에 의해 멸망당하지만, 유연은 세력을 계속 유지하여 북위를 공격하였다.
북위는 429년, 449년 등 7차례에 걸쳐 유연을 공격했다. 북위는 여러 차례 승리를 거뒀지만, 유연은 강한 세력을 계속 유지하였고 북위도 남조의 견제 때문에 유연과 계속 전쟁할 수는 없었다.

### 전성기
전성기 때에는 고비사막 남북으로 세력이 확장되었으며, 북쪽으로는 바이칼호 연안과 셀렝가강(Selengga)에 이르렀으며, 남쪽으로는 음산산맥(陰山山脈) 북쪽 기슭에 이르렀고, 동북쪽으로는 대흥안령(大興安嶺)에 이르러 지두우(地豆于, 오늘날 내몽고자치구 시린고로맹錫林郭勒盟 서우주무친기西烏珠穆沁旗 및 통료시通遼市 일대)와 인접하였고, 동남쪽으로는 시라무렌강의 고막해(庫莫奚)와 거란(契丹)과 이웃하였으며, 서쪽으로는 멀리 준가르분지와 이리강 유역, 발하슈호에 이르렀고, 타림분지에 들어가서 오손(烏孫) 등 천산남로(天山南路) 국가들을 복속시켰다. 투울강(Tuul River) 일대에서 철륵(鐵勒)을 격파하였다.
유연의 종교는 원래 샤머니즘이었으나 이후에 불교로 바뀌었고, 북위 농서(隴西) 승려 법애(法愛)가 유연의 국사(國師)를 하기도 했다. 유연 한국은 일찍이 동쪽 북연(北燕)과 서쪽 후진(後秦)과 화친하였고, 말을 선물로 보냈으며 토욕혼(吐谷渾)과 익주(益州)를 지나 남조의 송(宋), 제(齊), 양(梁)과 통호하였다. 목적은 북위를 견제하여 남진하려는 것이었다. 유연은 여름에 흩어져서 목축을 하였고 가을에는 말이 살이 쪄서 추위를 등지고 따뜻한 곳으로 가고자 북위 영내로 들어가서는 식량과 물자를 탈취하였다.
선비인 탁발부가 세운 북위는 유연을 몇 차례 정벌한 적이 있었다. 북위 도무제(道武帝) 탁발규(拓跋珪), 명원제(明元帝) 탁발사(拓跋嗣), 태무제 탁발도, 헌문제(獻文帝) 탁발홍(拓跋弘) 모두 유연 모한흘승개가한(牟汗紇升蓋可汗)을 격파하였고, 고비 이남 세력을 몰아내었으며, 유연의 낮은 지력은 연충(蠕蟲) 같다고 하여 '蠕蠕'이라고 낮춰 부를 것을 지시하였다.(족명은 원래 뱀이란 뜻이 있었음)

### 쇠퇴기
유연의 세력이 본격적으로 약화된 것은 485년, 486년에 지배하에 있던 고차(高車)가 독립한 이후이다. 고차의 반란은 수습하였지만 튀르크가 강성해져서 552년 돌궐(突厥) 혹은 튀르크의 이리가한(伊利可汗) 아사나토문(阿史那土門)과의 전투에서 패배함으로써 유연의 아나괴(阿那壞)가 전사하고 한국은 붕괴되었다. 유연왕실은 등숙자(鄧叔子)가 거느리고 서부 지파 유연은 남으로 서위(西魏)로 도망갔고, 서위 태사(太師) 우문태(宇文泰)는 거둬들이지 못하였고, 이 부 3천여 명을 붙잡아 돌궐 사자에게 모두 건네주어 장안(長安) 청문(靑門) 밖에서 참살하였으며, 미성년 남자들은 유배보내어 왕공귀족들에게 분배하였다. 동부 지파는 북제(北齊)로 도주하였다.
또한 일부 유연인은 외흥안령(外興安嶺)과 바이칼호 일대 mukri(즉 말갈靺鞨)로 도주하였고, 당시 거주 구역이 러시아 부랴트 공화국과 치타주 일대였으며, 현지 대실위(大室韋) 민족과 섞였다. 대실위인은 곧 니룬(Nirun)과 두룰리킨(Dϋrlϋkin) 혹은 두릴리킨(Dϋrilikin), 다를레킨(Darlekin)(중국어 迭列斤) 두 부족이 세운 몽골국 황금씨족의 조상이었다. 일부 역사학자들은 중국 동북 지방의 거란도 유연에서 기원하였다고 본다.

## 유전

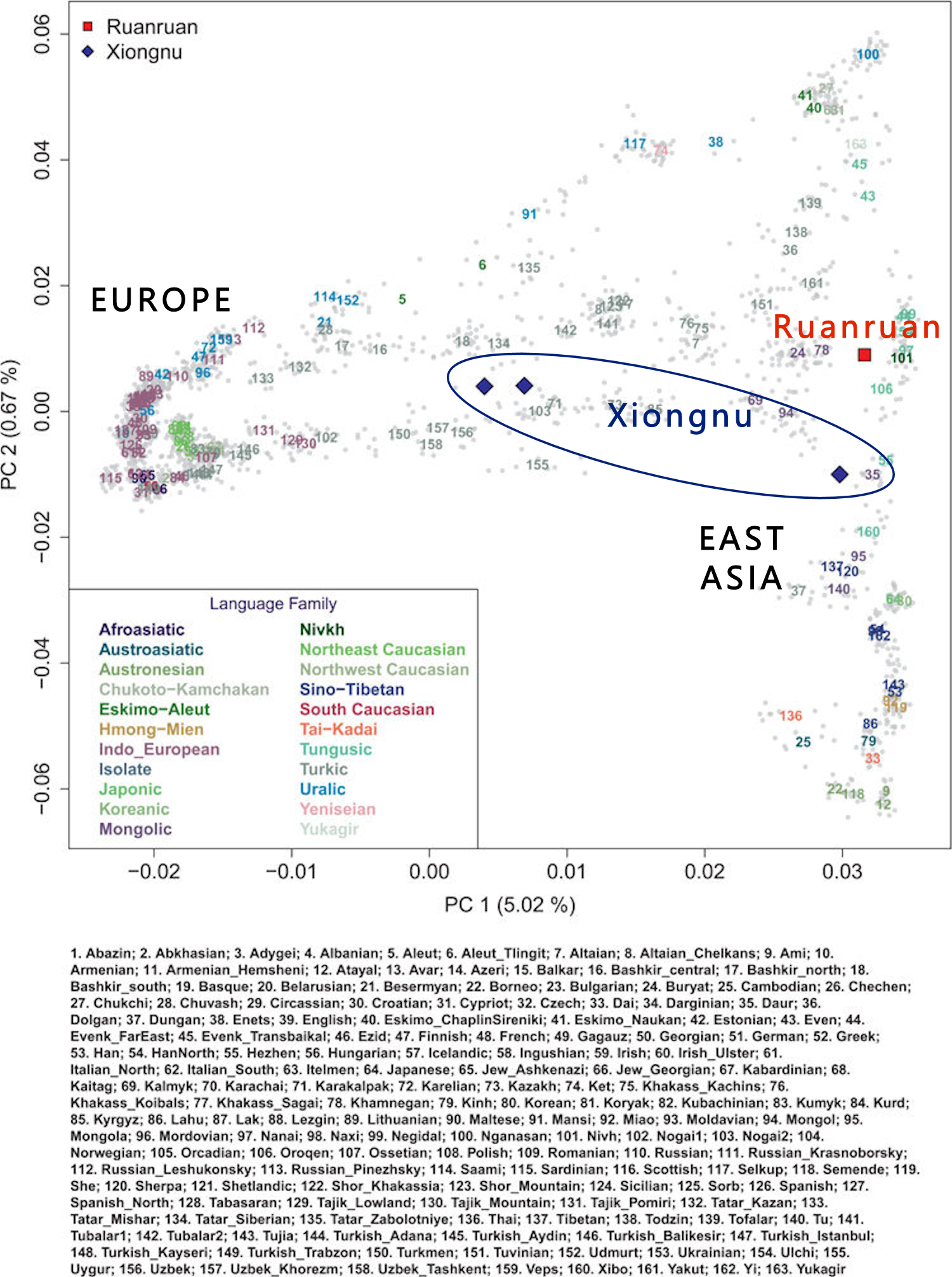
유연인(붉은색 점)과 흉노인(파란색 점)의 유전자를 현대인(동아시아인, 유럽인)과 대조한 분석 자료유연인은 부랴트인(Buryat), 오로첸인(Oroqen), 몽골인(Mongol)인 등 현대 동아시아인과 가장 가깝다.

리 등은 몽골 케르멘 탈(Khermen Tal)에 묻힌 유연 남성의 유해를 조사하였다.(Li et al. 2018) 그는 부친의 하플로그룹 C2b1a1b의 운반체와 모계 하플로그룹 D4b1a2a1라는 것을 발견하였다. 하플로그룹 C2b1a1b은 선비(鮮卑)인들 사이에서도 검출되었다.
일부 유전 연구에서는 초기 판노니아 아바르(Pannonian Avar) 엘리트들이 많은 동아시아 조상이 많으며, 일부는 이것이 아바르와 유연인 간의 연결에 대한 증거로 제시하였다. 그러나 사벨리예프(Savelyev)와 정(Jeong)의 2020년 연구(Savelyev & Jeong 2020)는 여전히 유연인 유전자 데이터가 거의 없으며, 이들과 판노니안 아바르와의 관계는 여전히 미결 상태라고 주장하였다.

## 언어
한 견해에 의하면 언어의 관계가 수수께끼이며 고립된 언어일 것이라고 본다. 알렉산더 보빈(Alexander Vovin)의 2004년과 2010년 연구에서는 유연어가 현대 어떤 언어와도 관련이 없는 멸종된 비 알타이 언어(non-Altaic language) 즉 고립어(language isolate)이며 따라서 몽골어와는 무관하다고 보았다. 보빈의 2004년 연구에서는 고대 튀르크어(Old Turkish)는 유연어였을 것으로 보이는 미상의 비 알타이어에서 몇몇 단어를 차용했다고 주장한다. 2018년 보빈은 부구트 비문(Bugut inscription)과 퀴이스 톨고이 비명(Khüis Tolgoi inscription)의 분석을 통하여 새로운 증거가 발견되면서, 유연어는 몽골어였으며, 중세몽골어에 가깝지만 일치하진 않는다고 새롭게 주장하였다.

## 역대 가한
1. 구두벌가한 욱구려사륜(丘豆伐可汗 郁久閭社崙) 재위 402년 ~ 410년
2. 애고개가한 욱구려곡률(藹苦蓋可汗 郁久閭斛律) 재위 410년 ~414년
3. 가한 욱구려보록진(可汗 郁久閭步鹿眞) 414년
4. 모한흘승개가한 욱구려대단(牟汗紇升蓋可汗 郁久閭大檀) 재위 414년 ~ 429년
5. 칙련가한 욱구려오제(敕連可汗 郁久閭吳提) 재위 429년 ~ 444년
6. 처라가한 욱구려토하진(處羅可汗 郁久閭吐賀眞) 재위 444년 ~ 450년
7. 수라부진가한 욱구려여성(受羅部眞可汗 郁久閭予成) 재위 450년 ~ 485년
8. 복고도가한 욱구려두륜(伏古敦可汗 郁久閭豆崙) 재위 485년 ~ 492년
9. 후기복대고자가한 욱구려나개(候其伏代庫者可汗 郁久閭那蓋) 재위 492년 ~ 506년
10. 타한가한 욱구려복도(他汗可汗 郁久閭伏圖) 재위 506년 ~ 508년
11. 두라복발두벌가한 욱구려추노(豆羅伏跋豆伐可汗 郁久閭醜奴) 재위 508년 ~ 520년
12. 칙련두병두벌가한 욱구려아나괴(敕連頭兵豆伐可汗 郁久閭阿那瓌) 재위 520년 ~ 552년
  - 미우가사구가한 욱구려파라문(彌偶可社句可汗 郁久閭波羅門) 재위 521년 ~ 524년
13. 가한 욱구려철벌(可汗 郁久閭鐵伐) 재위 552년 ~ 553년
  - 가한 욱구려등숙자(可汗 郁久閭鄧叔子) 재위 552년 ~ 555년
14. 가한 욱구려등주(可汗 郁久閭登注) 재위 553년
15. 가한 욱구려고제(可汗 郁久閭庫提) 재위 553년
16. 가한 욱구려암나진(可汗 郁久閭菴羅辰) 재위 553년 ~ 554년

## 같이 보기
- 5세기의 정치적 국가 목록
- 고차
- 돌궐
- 설연타
- 정령
- 철륵